# PartnerRe
PartnerRe est un groupe de réassurance créé en 1993 aux Bermudes à la suite de l'ouragan Andrew. En plus de trente ans, son capital est passé d'un milliard de dollars à plus de 10 milliards de dollars. Le nombre d'employés est passé de huit à plus de 1 100. La valeur des primes souscrites est passée de 16 millions de dollars à plus de 5,6 milliards. Le groupe possède maintenant des bureaux dans plus de 15 villes réparties dans plus de 10 pays. Il fait affaire avec plus de 2 000 clients représentant 150 pays. Il était le dixième plus grand réassureur en 2014-2015.

## Histoire
PartnerRe a acquis en 2010 la société Paris Ré, issue de la cession par le groupe Axa de sa filiale de réassurance AXARE, en 2006.
En avril 2015, Exor, premier actionnaire de PartnerRe avec 9,9 % des actions, a lancé une offre d'achat pour 6,4 milliards de dollars, en concurrence avec un projet de fusion entre PartnerRe et Axis Capital. L'offre, majorée à 6,9 milliards d'euros, fut finalement acceptée en août 2015. 315 millions d'euros furent versés à Axis Capital en contrepartie.
Emmanuel Clarke est président de Partner Re de 2016 à 2020. Il est remplacé à ce poste en août 2020 par Jacques Bonneau.
En mars 2020, Covéa annonce l'acquisition de PartnerRe pour 9 milliards de dollars à Exor.
La décision sera par la suite annulée lors de la crise du Covid-19. En août 2020, Covéa annonce finalement un accord de partenariat de réassurance avec PartnerRe, et un accord-cadre de coopération avec sa holding financière Exor, avec des prévisions d'investissements de 750 millions d'euros sur 2021-2023. En octobre 2021, un nouvel accord d'acquisition de 9 milliards de dollars est trouvé,.